# Jan Hendrik Voet

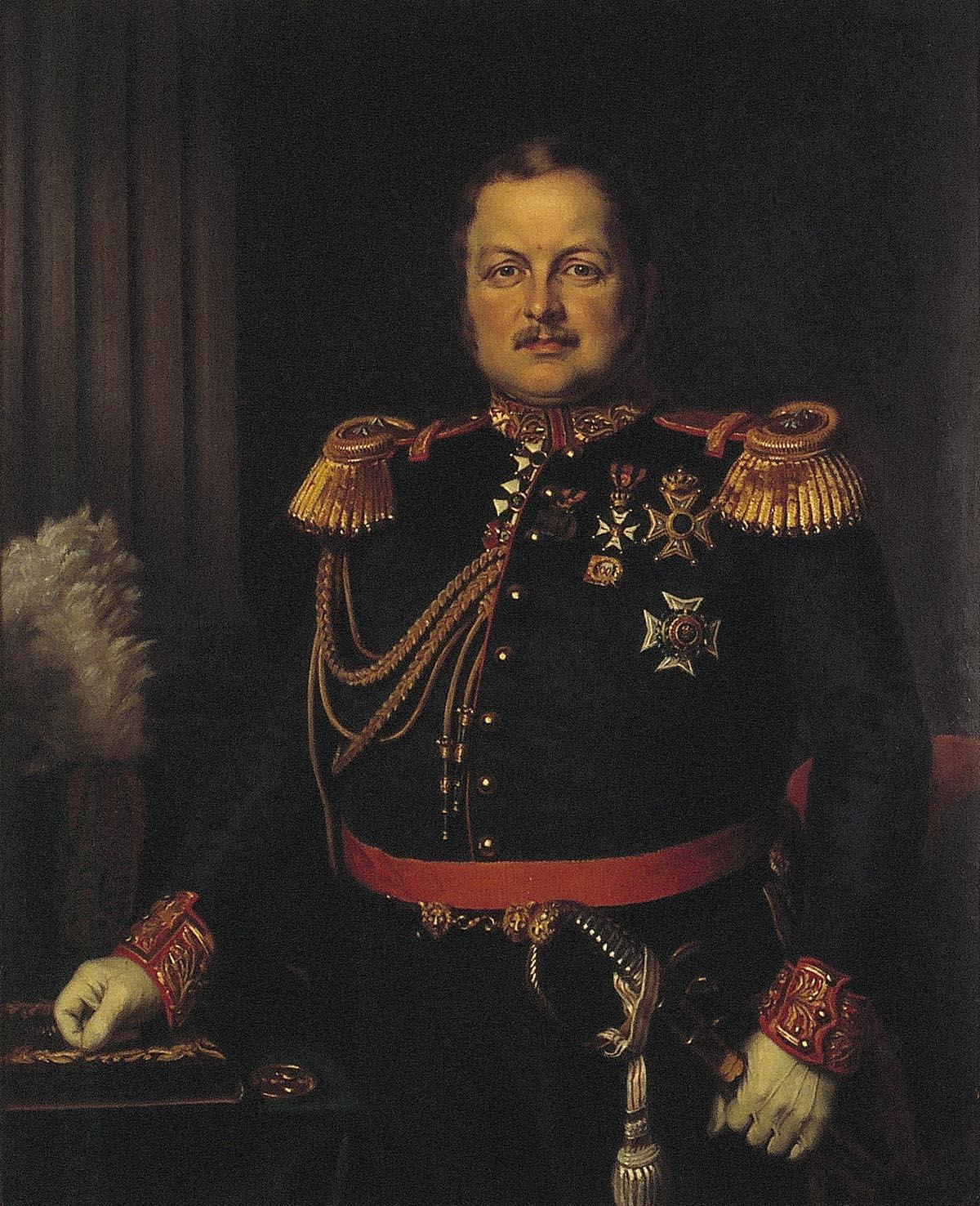
Jan Hendrik Voet (Gemälde von Johan Heinrich Neuman)

Jan Hendrik Voet (* 17. März 1793 in Zutphen, Provinz Gelderland; † 20. Juni 1852 in Rijswijk, Provinz Zuid-Holland) war ein niederländischer Generalmajor und Politiker, der unter anderem zwischen 1848 und 1849 Kriegsminister war.

## Leben
Jan Hendrik Voet stammte aus einer ursprünglich deutschen Offiziersfamilie und war ein Sohn von Generalmajor Johann Heinrich Voet, der unter anderem Direktor der Artillerie- und Pionierschule in Delft war. Er absolvierte ebenfalls eine Ausbildung zum Offizier und nahm am Russlandfeldzug 1812 teil. Für seine Verdienste bei der Belagerung der Zitadelle von Antwerpen 1830 wurde er ausgezeichnet. Nach seiner Beförderung zum Oberst der Infanterie war er zwischen dem 1. März 1842 und dem 1. Juni 1845 Kommandeur des in Den Haag stationierten Grenadier- und Jägerregiments. Nachdem er 1845 zum Generalmajor befördert worden war, fand er vom 1. Juni 1845 bis zum 22. Mai 1848 als Kommandeur der 2. Brigade, der 1. Infanteriebrigade sowie kommissarischer Kommandeur des Provinzkommandos der Provinz Noord-Brabant.
Am 22. Mai 1848 übernahm Voet von Charles Nepveu im Kabinett Schimmelpenninck das Amt als Kriegsminister (Minister van Oorlog) und bekleidete dieses Ministeramt bis zum 21. November 1848. Im darauf folgenden Kabinett De Kempenaer/Donker Curtius fungierte er zwischen dem 21. November 1848 und dem 1. November 1849 weiterhin als Kriegsminister.